# 我們這一攤
《我們這一攤》（Yes! Night Market）由臺灣三立都會台、華視聯手日本極東電視臺(第一季)/马来西亚八度空間(第二季)所打造的首檔跨國合作實境綜藝節目，為臺灣電視史上首創以夜市擺攤生活為主題的實境綜藝節目。第一季由王彩樺、胡宇威、夏和熙共同經營，第二季由胡宇威帶領苗可麗、禾浩辰、蔡昌憲、蔡凡熙。

## 節目介紹
節目以夜市經營為主題的實境秀。
第一季由胡宇威擔任主廚、陳昆煌（Jerry）、黃米澤二位顧問主廚提供意見與輔助，帶領王彩樺公關、夏和熙總管共同經營。以臺灣的各地夜市作為擺攤與拍攝地點，藝人們將合力擺攤外，並嘗試在每次所挑戰的臺灣小吃中增添新元素。

第二季由胡宇威擔任主廚，和顧問主廚廚佛瑞德提供意見與輔助，帶領曾擔任小幫手的苗可麗、蔡昌憲，以及新加入的成員禾浩辰、蔡凡熙，一同合力擺攤外，並嘗試在每次所挑戰的臺灣小吃中增添新元素。
| 播映國家 | 播映日期                      | 频道     | 播出时间         |
| -------- | ----------------------------- | -------- | ---------------- |
| 台灣     | 2023年9月2日 - 2023年11月25日 | 華視主頻 | 每週六20：00播出 |

| 播映國家     | 播映日期                     | 频道                         | 播出时间         |
| ------------ | ---------------------------- | ---------------------------- | ---------------- |
| 台灣、新加坡 | 2025年3月1日 - 2025年5月24日 | 三立台灣台、新加坡電信劇樂酷 | 每週六22：00播出 |
| 馬來西亞     | 2025年3月15日 - 2025年6月7日 | 八度空間                     | 每週六21：00播出 |

| 季度   | 播映國家 | 播映日期                       | 平台    | 播出時間           |
| ------ | -------- | ------------------------------ | ------- | ------------------ |
| 第一季 | 全世界   | 2023年10月1日 - 2023年12月24日 | YouTube | 週日上架後直至下架 |
| 第二季 | 部分國家 | 2025年3月13日                  | YouTube | 週六上架後直至下架 |

## 分集內容

#### 第一季
| 集數 | 播出日期       | 擺攤地點                    | 主售小吃             | 來賓（小幫手）         | 參考     |
| 1    | 2023年9月2日   | 台北萬華 艋舺夜市           | 臭豆腐               | 何篤霖                 | [ 5 ]    |
| 2    | 2023年9月9日   | 新北林口 林口流動夜市       | 臺式牛排             | 蔡昌憲、鄭湋曄         | [ 6 ]    |
| 3    | 2023年9月16日  | 宜蘭冬山 清溝夜市           | 三星蔥蔥抓餅         | 包偉銘、KIMI           |          |
| 4    | 2023年9月23日  | 日本濱松 濱松祭             | 地瓜球、蔥抓餅       | 中間淳太、KIMI         | [ 註 3 ] |
| 5    | 2023年9月30日  | 日本濱松 濱名湖 Pal Pal     | 地瓜球、蔥抓餅       | 中間淳太、KIMI         | [ 註 4 ] |
| 6    | 2023年10月7日  | 日本濱松 濱松祭             | 地瓜球、蔥抓餅       | 中間淳太、KIMI         | [ 註 5 ] |
| 7    | 2023年10月14日 | 雲林北港 北港水道頭文化園區 | 章魚燒               | 澎恰恰、洪暐哲         | [ 7 ]    |
| 8    | 2023年10月21日 | 臺中東區 旱溪夜市           | 潤餅                 | 温昇豪、KIMI           | [ 8 ]    |
| 9    | 2023年10月28日 | 雲林斗六 斗六夜市           | 剉冰                 | 陳隨意、樊仲哲         | [ 9 ]    |
| 10   | 2023年11月4日  | 新北淡水 沙崙夜市           | 香雞排               | 徐乃麟、徐新洋         | [ 10 ]   |
| 11   | 2023年11月11日 | 嘉義朴子 朴子夜市           | 蚵仔煎、蚵嗲         | 沈文程、樊仲哲         | [ 11 ]   |
| 12   | 2023年11月18日 | 彰化鹿港 鹿港老街           | 大腸包小腸           | 苗可麗 、曾博恩        | [ 12 ]   |
| 13   | 2023年11月25日 | 花蓮縣花蓮市 東大門夜市     | 這一攤：鹹酥雞、剉冰 | 吳思賢、施名帥、荒山亮 | [ 13 ]   |
| 13   | 2023年11月25日 | 花蓮縣花蓮市 東大門夜市     | 那一攤：塔可         | 吳思賢、施名帥、荒山亮 | [ 13 ]   |

#### 第二季
| 集數  | 播出日期              | 擺攤地點                              | 主售小吃                   | 來賓（小幫手）               | 參考                 |
| 1-2   | 2025年3月8、15日      | 台中北屯 總站夜市                     | 刈包                       | 李銘順                       | [ 14 ] [ 15 ]        |
| 3-4   | 2025年3月22、29日     | 宜蘭羅東 羅東夜市                     | 煎包                       | 高捷                         | [ 16 ] [ 17 ]        |
| 5-6   | 2025年4月5、12日      | 桃園中壢 中壢夜市                     | 臺式牛排                   | 謝怡芬                       | [ 18 ] [ 19 ]        |
| 7-8   | 2025年4月19、26日     | 高雄新興 六合夜市                     | 旗魚黑輪                   | 李李仁                       | [ 20 ]               |
| 9-10  | 2025年5月3、10日      | 臺北大同 寧夏夜市                     | 大腸蚵仔麵線、手工麵線蝦餅 | 李翊君                       | [ 21 ] [ 22 ]        |
| 11-13 | 2025年5月17、24、31日 | 馬來西亞雪蘭莪八打靈再也 SS2朝陽夜市  | 刈包、大腸麵線             | 謝佳見、謝承偉、陳慧恬、小玉 | [ 23 ] [ 24 ] [ 25 ] |
| 11-13 | 2025年5月17、24、31日 | 馬來西亞雪蘭莪安邦 太子園夜市         | 刈包、大腸麵線             | 謝佳見、謝承偉、陳慧恬、小玉 | [ 23 ] [ 24 ] [ 25 ] |
| 11-13 | 2025年5月17、24、31日 | 馬來西亞雪蘭莪八打靈再也 美嘉花園夜市 | 刈包、大腸麵線             | 謝佳見、謝承偉、陳慧恬、小玉 | [ 23 ] [ 24 ] [ 25 ] |

## 獎項紀錄

### 金鐘獎
| 年份   | 獲提名                 | 獎項                                | 結果 |
| ------ | ---------------------- | ----------------------------------- | ---- |
| 2024年 | 王彩樺、胡宇威、夏和熙 | 第59屆金鐘獎 益智及實境節目主持人獎 | 提名 |

## 外部連結
- 我們這一攤的三立電視官網 （页面存档备份，存于）
- 我們這一攤的華視官網 （页面存档备份，存于）
- 我們這一攤的Facebook專頁
- 我們這一攤的Instagram帳戶
- 我們這一攤的Threads （页面存档备份，存于）
- 我們這一攤的YouTube頻道 （页面存档备份，存于）
- 我們這一攤的LINE TV頻道 （页面存档备份，存于）
- 我們這一攤的Hami Video影劇館+頻道 （页面存档备份，存于）
- 我們這一攤的MyVideo頻道 （页面存档备份，存于）